# Luciana Echeverría
Luciana Andrea Echeverría Christie (12 luglio 1991) è un'attrice e cantante pop cilena nota per il ruolo di Valentina Urquieta nella serie televisiva Karkú.

## Biografia
Dopo aver partecipato ad alcune campagne pubblicitarie già dall'età di undici anni,
a quindici anni venne selezionata per la serie Karkú di TVN; a seguito
della trasmissione venne creata la band promozionale Six Pack, di cui
entrò a far parte.
Nel 2009 venne scelta come protagonista per la serie televisiva
Corazón Rebelde; anche da questa trasmissione prese vita una band, chiamata CRZ, il cui primo (e unico) album raggiunse la terza posizione nelle classifiche cilene.
Negli anni seguenti ha continuato a lavorare in altre serie per la televisione
cilena, ha recitato in alcune pellicole, ed ha partecipato ad alcuni video
musicali.
Nel 2015 è stata nominata nella categoria miglior attrice per il premio
Copihue de Oro, uno dei principali premi musicali e televisivi in
Cile.

## Filmografia

### Cinema
- Young and Wild (Joven y Alocada), regia di Marialy Rivas (2012)
- Videoclub, regia di Pablo Illanes (2013)
- Los Soles Vagabundos, regia di Tito Gonzalez Garcia (2016)
- Johnny 100 Pesos: Capítulo Dos, regia di Gustavo Graef Marino (2017)

### Televisione
- Karkú (Karkú) - serie TV (2007-2009)
- Corazón Rebelde - serie TV (2009)
- Feroz - serie TV (2010)
- Primera Dama - serie TV (2010-2011)
- Témpano - serie TV (2011)
- Su Nombre es Joaquín - serie TV (2011-2012)
- Chipe Libre - serie TV (2014-2015)
- Chico reality - serie web (2015)
- La Poseída - serie TV (2015)
- Por Fin Solos - serie TV (2016)
- Soltera otra vez 3 - telenovela (2018)
- Mary & Mike - serie TV (2018)
- Gemelas - telenovela (2019)
- Amor en línea - serie TV (2019)
- Tira - serie TV (2019)
- Camaleón - serie TV (2020)

### Video musicali
- Emperatriz, di Primavera de Praga, diretto da Bárbara Saavedra (2013)
- Quizás con quién, di Los Tres, diretto da Boris Quercia (2015)
- Nunca me faltes, di Gonzalo Yáñez, diretto da Matías Cruz (2016)
- Somos, di Paloma Soto, diretto da Vicente Subercaseaux (2017)

## Discografia
con Six Pack:
- 2007 - SixPack (nel 2008 è uscita una riedizione, disponibile solo online)
- 2009 - Up

con CRZ:
- 2009 - Corazón Rebelde